# گوینده: افسانه ران برگندی
گوینده : افسانه ران بورگاندی (به انگلیسی: Anchorman: The Legend of Ron Burgundy) یا به شکل خلاصه مشهور به گوینده فیلم کمدی آمریکایی ، محصول سال ۲۰۰۴ و به کارگردانی آدام مک‌کی می‌باشد. فیلم روایت‌گر داستانی در دهه ۱۹۷۰ در حوزه گویندگی خبر شهر سن دیگو است. ستارگانی همچون ویل فرل، کریستینا اپل‌گیت و استیو کارل در این فیلم به ایفای نقش پرداخته‌اند.
قسمت دوم این فیلم نیز با نام گوینده ۲: افسانه ادامه دارد در ۱۸ دسامبر ۲۰۱۳ منتشر شد.

## داستان
در دهه ۱۹۷۰ میلادی، ران برگندی گوینده خبر شبکه چهار شهر سن دیگو است که در زمینه کاری خود بسیار مشهور و موفق است. وی به همراه ۳ دوست خود گروه خبری شبکه چهار را تشکل می‌دهند و با هم کار می‌کنند. اما ماجرای اصلی وقتی شروع می‌شود که شبکه خبری چهار مجبور به استخدام خبرنگار زنی می‌شود که در رؤیای گویندگی است و …

## بازیگران

### بازیگران اصلی
- ویل فرل
- کریستینا اپل‌گیت
- پاول راد
- استیو کارل
- دیوید کوچنر
- فرد ویلارد
- کریس پارنل
- فرد ارمیسن
- کاترین هان
- وینس وان
- کاترین هان

### بازیگران حضور افتخاری(کمبو)
- بن استیلر
- ست روگن
- لوک ویلسون
- دنی ترخو
- جک بلک
- جود آپاتو
- آدام مک‌کی
- تیم رابینز
- جیمی بنت

## پیوند
- گوینده: افسانه ران برگندی در بانک اطلاعات اینترنتی فیلم‌ها